# VfB Forchheim
Der VfB Forchheim 1861 e.V. ist ein Sportverein aus der oberfränkischen Stadt Forchheim. Im Verein werden die Sportarten Fußball, Goshin-Jitsu, Judo, Triathlon, Turnen, Basketball und Volleyball betrieben.

## Geschichte
Der VfB 1861 entstand am 22. Juni 1861 als Turnverein Forchheim 1861 und ist der älteste Sportverein der Stadt. Zunächst wurde nur geturnt. Im Jahre 1911 bildeten sich durch Anschlüsse des „Fußballklubs Pfeil“ und des „Kraftsportklubs Hitzler“ weitere Abteilungen, in denen Fußball, Faustball, Leicht- und Schwerathletik betrieben wurden.
1927 wurde eine eigene Turnhalle in der Jahnstraße fertiggestellt. Kurz nach dem Zweiten Weltkrieg entstand 1946 die Handballabteilung. Ebenfalls in diesem Jahr wurde eine Boxabteilung gegründet, die sich später wieder auflöste. Auch kam es zu dieser Zeit zur Vereinigung mit dem 1. FC Germania 08, und ab diesem Zeitpunkt hieß der Verein VfB Forchheim 1861. Bereits 1948 wurde jedoch wieder die Trennung beider Vereine vollzogen, den neuen Namen behielt der frühere Turnverein bei.
Im Laufe der Zeit entstanden beispielsweise Schach- (1946–1972) und Schwimmabteilungen und verschwanden wieder. In den 1960er Jahren organisierte sich die Sparte Judo.

## Handballabteilung
Die Handballabteilung des VfB Forchheim war die größte und erfolgreichste Abteilung des Vereins.
Die 1. Herren-Mannschaft spielte in der Saison 2001/02 und von 2003 bis 2007 in der Regionalliga Süd bzw. Regionalliga Mitte. Der VfB nahm in der Saison 2003/04 und 2005/06 am DHB-Pokal teil und erreichte in beiden Fällen die 2. Hauptrunde.
Der größte Erfolg war die Vizemeisterschaft 2005 in der Regionalliga Mitte sowie die Bayernliga-Meisterschaften 2001 und 2003. In der Saison 2011/12 spielte die 1. Herren-Mannschaft in der Bezirksoberliga Ostbayern.
Der größte Erfolg der Damenmannschaft war der Aufstieg in die Landesliga Nord 2008. In der Saison 2011/12 spielten die VfB-Damen in der Bezirksliga Ostbayern West.
Der Jugendbereich wechselte zur Saison 2011/12 zum neu gegründeten Handball Club Forchheim 2011. Der größte Erfolg einer Jugendmannschaft war die Bayerische Meisterschaft der männlichen B-Jugend 2009. Zur Saison 2012/13 wechselten auch alle Erwachsenen-Mannschaften zum HC Forchheim.

## Bekannte ehemalige Spieler, Trainer und Funktionäre
| - Jörn Ilper (Handballspieler) - Jan Kästner (Handballspieler) - Csaba Szücs (Handballtrainer) | - Paul Heuäcker (Schachkomponist) - Oleksandr Hladun (Handballspieler) - Franz Stumpf (1. Vorstand 1980–2019) |